# 太醫院
太醫院，中國古代官署名。

## 沿革
秦汉以后设太医令，为掌管医疗；隋唐设太医署；宋代设翰林醫官院、元豐改制為醫官局，設和安大夫、成和大夫、翰林醫官；遼國北面官設太醫局，南面官設提舉翰林醫官；金代改太醫局為“太医院”，长官为提点；明清相沿，长官称为院使，其下轄御醫、吏目、醫士等数十人，分为大方脉、小方脉、伤寒、妇人、针灸、口齿等科，主要为宫廷服务，並需分班處理緊急醫痛，是為宮直，清代又于其中设教习厅，以培养宫廷医务人员；1910年代，清朝滅亡後，該機構廢除。

## 延伸阅读
[在维基数据编辑]
 《欽定古今圖書集成·明倫彙編·官常典·太醫院部》，出自陈梦雷《古今圖書集成》